# Lilith (película)
Lilith es una película estadounidense de 1964, escrita, producida y dirigida por Robert Rossen, y protagonizada por Warren Beatty, Jean Seberg, Peter Fonda, Kim Hunter y Gene Hackman.
Basada en la novela homónima publicada en 1961, de J. R. Salamanca.

## Argumento
Lilith (Jean Seberg) es una paciente en un sanatorio para personas pudientes, que se comporta de forma misteriosa. Parece que cree algo mágico alrededor de ella. Un nuevo terapeuta llamado Vincent Bruce (Warren Beatty), tiene un pasado oscuro del que no habla. Vincent se siente atraído por la personalidad peculiar de Lilith. Poco a poco la relación entre ambos se intensifica, sobre todo cuando comienzan a entenderse mutuamente. La relación les llevará a una conclusión inesperada.

## Reparto
- Warren Beatty - Vincent Bruce
- Jean Seberg - Lilith Arthur
- Peter Fonda - Stephen Evshevsky
- Kim Hunter - Dra. Bea Brice
- Anne Meacham - Yvonne Meaghan
- Jessica Walter - Laura
- Gene Hackman - Norman

## Candidaturas
- Premio Globo de Oro 1965 : a la mejor actriz de cine - drama (Jean Seberg)

## Comentarios
Fue el primer papel de Gene Hackman en un filme.
Fue la última película dirigida por Robert Rossen.
Fue rodada en Chestnut Lodge (Rockville, en Maryland, de los Estados Unidos).
- Datos: Q2604524